# میرشمس‌الدین مرعشی
میرشمس‌الدین بن کمال‌الدین یکی از پادشان مرعشیان تبرستان بود که پس از مرگ برادرش به حکومت این خاندان رسید. وی با متحد شدن با شاه اسماعیل صفوی و قطع روابط سادات مرعشی با درگاه تیموریان دورهٔ جدیدی را در تاریخ این خاندان به وجود آورد. از مخالفان اصلی وی می‌توان به عبدالکریم دوم نام بُرد.

## آغاز حکومت
میرشمس‌الدین با مرگ برادرش، زین‌العابدین، بر مسند حکومت نشست. وی برخلاف زین‌العابدین و شاید به نصیحت وی، با فرماندهان رقیب، سیاست متعادلی پیشگرفت. وی منصب «سپهسالاری شرقی» را به «سید عظیم بابلکانی» و بخش غربی را به «میرحسن پازواری» سپرد. همچنین مابین «تالار» و «تجینه‌رود» را به کارگزاری «محمد دیو» گذاشت.
دو سال بعد، عبدالکریم دوم، با کمک گیلانیان و تأیید سلاطین تیموری، به سوی مازندران لشکرکشی نمود. وی توانست «سید حسن آملی»، حاکم آمل، را همراه خویش نماید؛ لیکن میرشمس‌الدین با پشتیبانی «آقا رستم روزافزون» در نبرد پیروز شد و حتی روزافزون در برابر حاکمان خاندان «دیو» پیروز شد. میرشمس‌الدین تمام امور مملکت، حتی عزل و نصب امرا و اعیان را، به آقا رستم روزافزون سپرد. قدرت گرفتن آقا رستم، موجب «حسادت» بزرگان مازندران شد، چنانچه فرمان میرشمس‌الدین را جهت حبس او گرفتند. گرچه با میانجی‌گری مادر شمس‌الدین، آقارستم به منصبش بازگشت نمود.
پس از مدتی نیز از گیلان و رستمدار درخواست صلح نمودند و همچنین خواستند که برخی از ممالک مازندران به عبدالکریم دوم داده شود. بدین ترتیب، میرشمس‌الدین راضی شد که آمل را به عبدالکریم دوم بسپارند. عبدالکریم دوم برخلاف تعهدش، به ناراضیان گریخته از ساری پناه می‌داد و سعی داشت که میرعلی، حاکم بارفروش ده، را با خود همراه سازد. میرعلی ضمن نصیحت وی و تذکر به حفظ معاهدهٔ صلح، میرشمس‌الدین را در جریان کار قرار داد. میرشمس‌الدین خود به سوی آمل شتافت و عبدالکریم دوم باز هم به گیلان گریخت.

## در درگاه صفویان
در سال ۹۰۶ ه‍، همزمان با برآمدن «شاه اسماعیل صفوی»، میرشمس‌الدین فرزندش، «میرکمال‌الدین»، را به جای خویش نهاده، خود به دیدار شاه اسماعیل شتافت.  پس از آن‌که میرشمس‌الدین به «اردوی معلی»، نزد شاه اسماعیل صفوی، رفت، شاه اسماعیل «منشور سلطنت ممالک مازندران و توابع» را به او داد و سپس میرشمس‌الدین به مازندران مراجعت نمود.

## قلعهٔ استوناوند
ما و شما همسایه و از یک ولایتیم و هرگز در خدمت‌کاری تقصیر ننمودیم و قلعهٔ استوناوند «کلید مازندران» بلکه «دارالمرز» است. اگر لشگر بیگانه این را تسخیر کند عنقریب به ولایت دارالمرز مستولی شده به کارکنان خود سپارد عجب از آن عالیجاه که فکر مآل ننموده و متوجه این قضیه نشده و به اهانت و خذلان ما سعی می‌نمایید.

— فرستادهٔ اهالی قلعه به میرشمس‌الدین
— میرتیمور، صفحات ۶۶-۶۵
در زمستان سال ۹۱۷ هجری، هنگامی که شاه اسماعیل با سپاهش به «قم» رفت، چند تن از سردارانش را ری و اطراف فرستاد تا حضور شاه را اعلام نمایند. «میرحسین کیای چلاوی»، حاکم استوناوند، در درگیری شدید با یکی از سرداران شاه به نام «الیاس بیک»، این سردار را به اسارت گرفته و به قتل رساند. با رسیدن خبر به شاه اسماعیل، وی دستور داد که قلعهٔ مذکور را فتح کنند. پس از آن‌که قزلباش‌ها نتوانستند این دستور را اجرا نمایند، شاه شخصاً به میدان جنگ آمد. میرشمس‌الدین با شنیدن خبر ورود شاه به مازندران، خود را به اردوی معلی رساند.  میرشمس‌الدین از شخصی فیروزکوهی که به کلیهٔ راه‌های ورودی آب و علوفهٔ قلعه آگاهی داشت بهره جُست و با وعدهٔ دادن مال به شخص نهایتاً راه‌های ورودی قلعه را بست. میرشمس‌الدین، کیای چلاوی را از «صلح و امان» مطمئن ساخت. سپس قلعه‌نشینان پس از دو سال و اندی تسلیم شدند. شاه دستور تخریب قلعه را داد. شاه اسماعیل به امانی که به کیای چلاوی داده بود، وفادار نماند و سه روز بعد میرحسین کیای چلاوی را در قفسی محبوس کرده، روی شتری بستند. عاقبت نیز او را به شکلی که ایاس بیک را کشته‌بود، قصاص نمودند.

## ولیعهد
هنگامی که میرشمس‌الدین به بیماری سختی دچار شد و طبیبان از درمانش درماندند، وی برای تنظیم وصیت‌نامه‌ای جامع با امرا، ارکان دولت و اعیان ولایت به گفتگو نشست. وی علیرغم علاقه‌ای که به میرعلی، حاکم آمل، داشت و به توانایی وی در ادارهٔ حکومت آگاه بود، «گرایش افراطی» به فرزندش، میرکمال‌الدین را پنهان نمی‌کرد.
در بین مشاوران میرشمس‌الدین نیز دو دیدگاه وجود داشت، اغلب نظرشان چنین بود که «چون میرکمال‌الدین با روحیهٔ خاصی که دارد، نخواهد توانست از پس تمشیت امور مازندرن برآید، او را حکومت آمل بس است.» در مقابل آقا رستم روزافزون، ولایتعهدی میرکمال‌الدین را تبلیغ می‌نمود و مخالفانش را «خائن» و «نمک به حرام» می‌خواند. سرانجام نیز میرشمس‌الدین فرزندش را به عنوان جانشین خویش برگزید و میرعلی هم بر ولایتعهدی میرکمال‌الدین صحّه گذاشت. میرشمس‌الدین همچنین امرا را جهت نظارت و قضاوت بر هرگونه اختلاف و خروج از بیعت تعیین نمود.

## مرگ
رابینو با استناد به سنگ قبر وی مرگش را در ۹۰۵ هجری می‌داند که جای شک دارد.